# Hilaire Ier Rouillé du Coudray
Pour les autres membres de la famille, voir Famille Rouillé du Coudray.
Hilaire Rouillé du Coudray est un magistrat, administrateur et homme politique français, né à Paris le 2 novembre 1651, mort dans la même ville le 4 septembre 1729. Il joue un rôle important dans l'administration des finances de la France à la fin du règne de Louis XIV et pendant la Régence.

## Biographie

### Famille
Il est le fils de Pierre Rouillé, seigneur du Coudray, intendant du Poitou et de Jeanne Marcez. Son frère est le magistrat et diplomate Pierre Rouillé de Marbeuf. Sa sœur Marie-Françoise Rouillé épouse Charles Michel Bouvard, seigneur de Fourqueux, conseiller au Parlement, qui lui succède comme procureur de la Chambre des comptes en 1701.
Il est seigneur du Coudray, Boislouis, Fortaiseau, Boissy, etc. Il se marie avec Denise Coquille, fille de Claude Coquille, secrétaire du roi, et de Marie de Maizières. Ils ont cinq enfants, dont :
- Hilaire-Armand Rouillé du Coudray (1684-1759), conseiller au Parlement ;
- Denis-Léon Rouillé du Coudray (27 mars 1688-1er juillet 1734) chanoine de Paris, prieur commendataire de Saint-Symphorien de Bonnelles et de Sainte-Livrade.

Sa mort le 4 septembre 1729 est annoncée dans La Gazette. Il est enterré dans l'église Saint-Eustache à Paris.

### Magistrat et administrateur sous Louis XIV
Il est procureur général de la Chambre des comptes de Paris à partir de 1684 ou 1686 jusqu'en 1701.
En 1701, il achète la nouvelle charge de directeur des finances. Les directeurs des finances (l'autre est Joseph Jean-Baptiste Fleuriau d'Armenonville) sont de véritables vice-ministres, seconds du contrôleur général des finances, qui comme lui, siègent au Conseil royal des finances. Toutefois, Rouillé du Coudray doit vite céder la place, en octobre 1703, à Nicolas Desmarets. En compensation, Rouillé du Coudray devient conseiller d’État.
Pendant la courte période où il exerce la charge de directeur des finances, Rouillé du Coudray approuve la réouverture de l'atelier de la Monnaie de Grenoble, dont l'existence est éphémère. Il a aussi à gérer la nouvelle taxe sur les étrangers, établie en 1697.

### L'homme fort des finances pendant la polysynodie

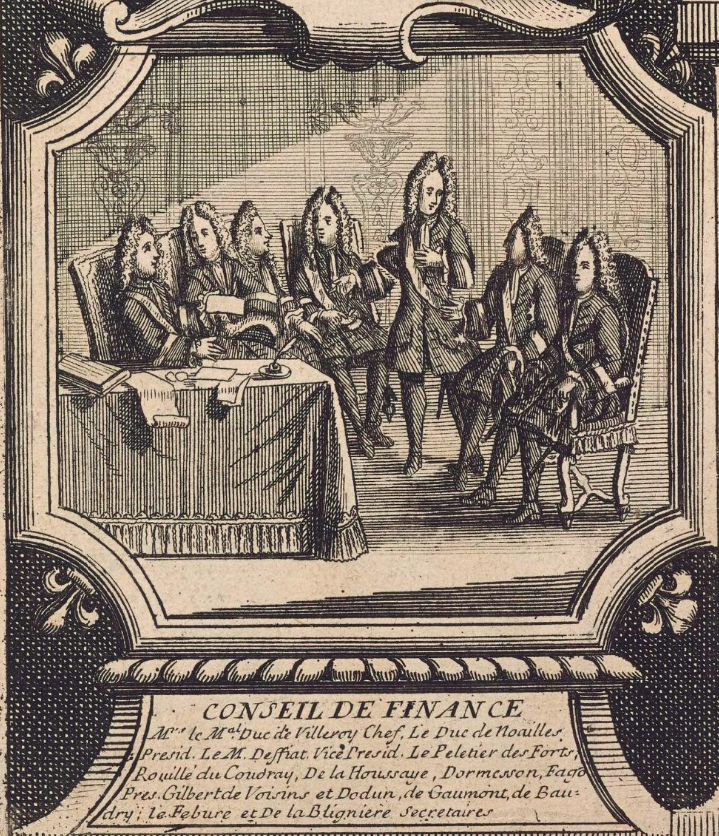
L'heureux commencement du règne de Louis XV, Roy de France et de Navarre par la régence de S. A. R. Monseigneur le duc d'Orléans et l'établissement des conseils (détail).

#### Un spécialiste aux finances
Après la mort de Louis XIV (1er septembre 1715), dans le cadre du nouveau système de la polysynodie, le Régent le nomme membre du Conseil de finances, présidé par le duc de Noailles, le 15 septembre 1715. La décision est prise avant, puisque Dangeau relève dans son journal dès le 8 septembre que la nomination de Rouillé du Coudray à ce Conseil est prévue. Ses compétences et les postes précédemment occupés le désignent pour ce conseil.
En 1715, Rouillé du Coudray a la haute main sur les fermes (les cinq grosses fermes, la ferme du tabac, les gabelles), le Trésor royal, les parties casuelles et les rentes. Il est également « directeur des finances et du contrôle général » et en contrôle toutes les semaines les registres. Au Conseil de finances, il est le véritable second du duc de Noailles, dont il est un proche.
C'est Rouillé du Coudray qui fait, dans un premier temps, en octobre 1715, repousser le projet de banque présenté par John Law. En effet, il convainc Noailles, le Régent et d'autres membres du Conseil de finances des insuffisances du projet de John Law. En bon technicien des finances, Rouillé a identifié le point faible du projet de Law : la sécurité de l'encaisse en cas de retraits soudains et massifs.
Rouillé du Coudray siège aussi au Conseil de commerce, créé en décembre 1715, mais il n'y est pas très actif et n'y fait jamais de rapport.

#### Rétablir les finances
Dès 1715, Rouillé du Coudray est membre de commissions chargées d'apurer les finances. Ainsi, Dangeau note dans son journal en 1715 qu'il « faisait trembler les gens d'affaires ».
Dans le but de rétablir les finances, il est le grand artisan de l'opération du visa de décembre 1715-janvier 1716, à laquelle participent d'autres membres du Conseil de finances (Baudry, Gaumont, Fagon, Lefèvre d'Ormesson, Le Peletier de La Houssaye), du Conseil de la guerre (Barberie de Saint-Contest, Le Blanc) et du Conseil du dedans (Roujault). Elle consiste à vérifier les dettes de l'Etat, dans le but avoué de les réduire.
Il est aussi un des organisateurs de la Chambre de justice de mars 1716. Noailles et Rouillé du Coudray cherchent ainsi à réduire la dette en taxant les gens d'affaires accusés d'avoir spolié l'Etat. Rouillé soutient aussi qu'une chambre de justice est un moyen de contenter l'animosité de l'opinion publique envers les financiers. Cette position est en fait, pour lui, un subterfuge commode pour en appeler à l'opinion publique contre ces traitants. Cette chambre de justice dure un an et ses résultats sont plutôt maigres d'un point de vue financier, mais cette Chambre de justice, dont le procureur est le neveu de Rouillé du Coudray, Bouvard de Fourqueux, permet de punir un grand nombre de malfaiteurs.
En janvier 1718, le duc de Noailles, disgracié par le Régent, perd sa présidence du Conseil de finances. Rouillé du Coudray quitte le Conseil des finances quelques jours après, laissant l'essentiel de ses attributions à d'Argenson. Il reçoit une pension de 12 000 livres.

### Selon Saint-Simon
Le jugement de Saint-Simon sur Rouillé du Coudray manifeste le mépris habituel du duc et pair pour la noblesse de robe, mais aussi de l'inquiétude devant le technicien des finances. Il le présente comme un débauché irascible quand il devient directeur des finances en 1701 : 
Saint-Simon évoque à nouveau Rouillé du Coudray à propos du Conseil de finances en 1715. Cette fois, son pouvoir semble l'inquiéter :  

### Théâtre et bibliophilie
Dès le début de la Régence, Rouillé du Coudray persuade le Régent d'autoriser de nouveau à Paris le théâtre italien, dont les comédiens ont été expulsés en 1697. Il assiste aux représentations.
Rouillé du Coudray a une bibliothèque choisie, qui contient entre autres des manuscrits des XIIIe et XIVe siècle : un registre de chartes de l'époque de Philippe Auguste et un autre datant de Jean II Le Bon. Ces deux manuscrits sont restitués au Trésor des chartes en 1730, après la mort de Rouillé du Coudray par son neveu Michel Bouvard de Fourqueux,. Il possède aussi un registre de l'époque de Philippe Le Bel et peut-être un cartulaire gascon datant de Charles VII.

## Portrait et chanson
Hyacinthe Rigaud (ou plutôt son atelier) a peint un portrait de Hilaire Rouillé du Coudray en 1693, payé 120 livres. Quel est ce portrait ? Selon Stéphan Perreau, c'est une huile sur toile de 82,6 x 65,4 cm, conservée au Metropolitan Museum of Art de New York, mais le  Metropolitan Museum of Art de New York ne valide pas cette identification, parce que ce portrait peut représenter cinq hommes différents, clients de Rigaud en 1693. Selon le musée, on ne peut donc pas attribuer précisément ce tableau, qu'il appelle prudemment « Portrait of a Man ».
Jean-Baptiste Rousseau a dédié une de ses odes à Rouillé du Coudray.